# Альфаро, Хулиан
Хулио Исраэль Альфаро Гаэте (исп. Julián Israel Alfaro Gaete; род. 2 сентября 2001, Кинта-Нормаль, Сантьяго) — чилийский футболист, нападающий клуба «Магальянес».

## Клубная карьера
Альфаро — воспитанник клуба «Универсидад де Чили». В 2018 году игрок был включён в заявку на сезона последнего. В 2019 году Альфаро на правах аренды перешёл в «Магальянес». 3 августа в матче против «Депортес Темуко» он дебютировал в чилийской Примере B. 29 декабря в поединке против «Депортес Темуко» Хулио забил свой первый гол за «Магальянес». В 2022 году по окончании аренды клуб выкупил трансфер игрока. В 2023 году Альфаро помог команде выйти в элиту. 20 января в матче против «О’Хиггинс» он дебютировал в чилийской Примере.

## Международная карьера
В 2023 году в составе олимпийской сборной Чили Альфаро принял участие в домашних Панамериканских играх. На турнире он сыграл в матче против команды Доминиканской Республики. В этом же поединке против Хулиан забил гол.